# Susanne Müller (Politikerin)
Susanne Müller (* 18. September 1973 in Bad Homburg vor der Höhe) ist eine deutsche Politikerin der SPD. Sie ist Mitglied des Landtages Rheinland-Pfalz.

## Leben und Beruf
Müller wuchs als ältestes von drei Geschwistern im Hochtaunuskreis auf und engagierte sich in der evangelischen Kirche im Kindergottesdienst und Kirchenvorstand (1987–1998).
Von 1984 bis 1986 besuchte sie die Förderstufe der Gesamtschule Oberursel und wechselte danach zum Gymnasium Oberursel, an dem sie 1993 ihr Abitur machte.
Sie absolvierte von 1993 bis 1996 eine kaufmännische Ausbildung als Kauffrau für Bürokommunikation beim Hessischen Rundfunk in Frankfurt am Main, Von 1996 bis 2000 studierte sie an der Johann Wolfgang Goethe-Universität Frankfurt am Main und der Gottfried Wilhelm Leibniz Universität Hannover Lehramt für Sonderpädagogik. Sie absolvierte von 2001 bis 2002 ihr Referendariat in Hannover. Im Jahr 2002 ging sie ins Rheinland und arbeitete als Lehrerin an der Janusz-Korszak-Schule in Sinzig. Daneben besuchte sie das Zentrum für Schulleitung und Personalführung in Boppard, um sich dort auf ihre zukünftige Tätigkeit als Schulleiterin vorzubereiten. Im Jahr 2013 wurde sie an das Förderschulreferat der Aufsichts- und Dienstleistungsdirektion in Koblenz abgeordnet. Im Jahr 2014 wurde sie Schulleiterin der Burgweg-Schule, ebenfalls eine Förderschule, in Burgbrohl, 2016 wechselte sie als Rektorin an die UNESCO-Projektschule am Bernardshof in Mayen, an der sie bis Mai 2021 blieb.
Müller wohnt in Bad Neuenahr-Ahrweiler, sie ist verheiratet und Mutter zweier Kinder.

## Politik
Müller ist seit ihrer Jugend politisch engagiert, sie gehörte den Jusos in Oberursel an.
Sie wurde im Jahr 1993 Mitglied der SPD. Bei der Landtagswahl in Rheinland-Pfalz 2021 kandidierte Müller im Wahlkreis Remagen/Sinzig für das Direktmandat. Zwar unterlag sie mit 23,8 % der CDU-Kandidatin Petra Schneider (32,7 %) doch zog sie über Platz 31 der Landesliste in den Landtag ein. In der SPD-Landtagsfraktion ist sie Vorsitzende des Arbeitskreises Frauen und Gleichstellung, Frauen- und Gleichstellungspolitische Sprecherin, Integrationspolitische Sprecherin und Sprecherin für LGBTQI*.